# ソマリア・シリング
ソマリア・シリング(ソマリ語: Shilin soomaali、英語: Somali Shilling)は、ソマリアの通貨の単位である。通貨コードはSOS。1ソマリア・シリングは約0.19円である。

## 概要
モハメド・シアド・バーレ政権下のソマリアでは、大量に紙幣を印刷したためにソマリア・シリングの価値が低下し、インフレーションを引き起こした。ソマリア内戦を経て無政府状態に陥った後は、中央銀行の消滅に伴い1991年を最後にソマリア・シリングの発行は停止され、米ドルやエチオピア・ブル、ケニア・シリングなどが流通した。しかし、発行停止となった事でかえってソマリア・シリングのインフレ率が低く抑えられ、周辺国の通貨より強くなるという現象が発生したことなどから、発行停止から20年以上経過した現在でも流通している。「1996年」を発行年とする海外の業者が印刷した偽札が大量に持ち込まれたケースもあるが、通常の取引においては1991年以前に発行された紙幣しか使用されない。
新紙幣の発行が予定され、スーダン国内において印刷されていたとみられているが、2023年、同国での紛争の際に10000、20000、50000シリング紙幣がハルツームの路上に散乱し、正式な発行より前に紙幣が流出することとなった。
米外交専門誌のフォーリン・ポリシー（電子版）2007年6月12日版では、北朝鮮のウォン、ベネズエラのベネズエラ・ボリバル、イラクのイラク・ディナール、ジンバブエのジンバブエ・ドルとともに世界で最も価値が低い通貨に選定された。